# Crocallis taurica
Crocallis taurica là một loài bướm đêm trong họ Geometridae.